# مطاعم الرومانسية
شركة مطاعم الرومانسية، هي شركة سعودية تأسست عام 1997 في مدينة الرياض، وتعتبر أحد أكبر المطاعم التي تقدم الأكلات الشعبية. تتكون من 47 فرع وتغطي مناطق الرياض والخرج والقصيم والأحساء والدمام والخبر وجدة والمدينة المنورة ومملكة البحرين.

## الإنجازات
- 2008 حصلت شركة الرومانسية على شهادتي اعتماد مقدمة من جهة SAI- Global المعتمدة دوليًا وذلك لتطبيقها أعلى معايير السلامة والجودة الغذائية والإدارية: (شهادة نظام إدارة سلامة الأغذية ISO 22000:2005).
- 2015 شهادة تطبيق نظام إدارة الجودة "ISO 9001:2008": وذلك بإعداد نظام جودة متكامل يتكون من كافة الوثائق كدليل الجودة وإجراءات العمل وتعليمات العمل لجميع عمليات الشراء والمبيعات والصيانة وتقنية المعلومات والتسويق والجودة والعلاقات العامة والموارد البشرية والإدارة المالية.
- 2017 دخولها في قائمة الشرف لشركة جينيسيس العالمية.
- 2018 فوزها بجائزة سفير نهج الإدارة الرشيقة.
- 2018 مجلة (The Business Year) تختار الرئيس التنفيذي للرومانسية ضمن شخصيات 2019.[2][3]